# St. Georg (Neubronn)

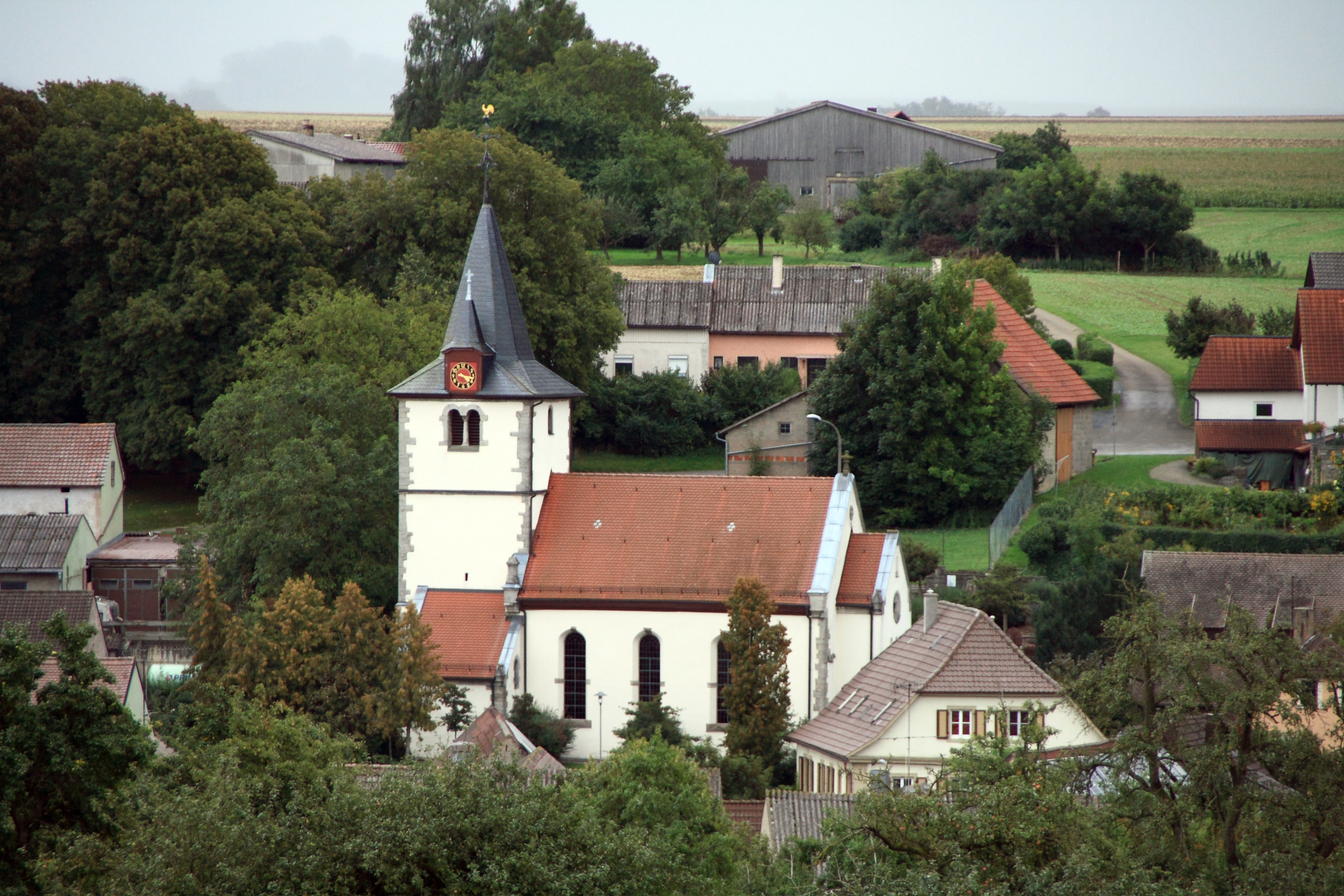
St. Georg in Neubronn

Die evangelische Pfarrkirche St. Georg steht in Neubronn, einem Stadtteil von Weikersheim im Main-Tauber-Kreis in Baden-Württemberg. Das Bauwerk ist beim Landesamt für Denkmalpflege Baden-Württemberg als Baudenkmal eingetragen. Die Kirchengemeinde gehört zum Kirchenbezirk Weikersheim der Evangelischen Landeskirche in Württemberg.

## Beschreibung
Die spätromanische Saalkirche wurde im 13. Jahrhundert erbaut. Sie besteht aus einem Langhaus und einem Chorturm im Osten. Dieser ist mit einem achtseitigen Knickhelm bedeckt, dessen Südseite eine Dachgaube mit dem Zifferblatt der Turmuhr trägt. Hinter den als Biforien gestalteten Klangarkaden befindet sich der Glockenstuhl.
Die Orgel wurde 1988 aus Orgelteilen der Firma Aug. Laukhuff zusammengesetzt.